# 金沢ポート
金沢ポート（かなざわポート、英: Kanazawa Port）はTリーグに所属し、石川県金沢市を本拠地とする卓球男子のクラブチーム。　　

## 概要
2022年12月12日、6季目からのTリーグ参入が発表された。
チーム運営法人は新たに設立された、金沢ポート株式会社。
チームのオーナーは上場企業（東証グロース）であるポート株式会社代表取締役CEO・春日博文。
代表取締役社長には、石川県金沢市の卓球専門店である株式会社清水スポーツ代表取締役社長の西東輝が就任。チーム経営には、卓球専門WebメディアRallysが参画している。
ホームマッチの会場としては、金沢市総合体育館、小松総合体育館、小松市末広体育館、かほく市総合体育館などが利用されている。
石川県七尾市出身の松平健太、遊学館高校OBの五十嵐史弥、小学生日本一で現在遊学館ジュニアで腕を磨く平塚健友など、石川ゆかりの選手で構成し、Tリーグの中では珍しく“地域密着型”チームとして、新規参入1年目である2023-2024seasonから、石川県内でのホームマッチが盛り上がりをみせた。

## 選手とスタッフ

### 選手
| 背番号           | 国           | 選手名          | ランク | 戦型                 | 備考 |
| #1               | 大韓民国の旗 | パク ギュヒョン | ☆2     | 左シェークドライブ型 |      |
| #10              | 大韓民国の旗 | チャン ウジン   | ☆5     | 右シェークドライブ型 |      |
| #15              | 日本の旗     | 三浦裕大        | ☆      | 左シェークドライブ型 |      |
| #16              | 日本の旗     | 徳田幹太        | ☆      | 右シェークドライブ型 |      |
| #23              | 日本の旗     | 五十嵐史弥      | ☆      | 右シェークドライブ型 |      |
| #30              | 日本の旗     | 𠮷田雅己        | ☆3     | 右シェークドライブ型 |      |
| #50              | 日本の旗     | 髙見真己        | ☆      | 右シェークドライブ型 |      |
| #81              | 日本の旗     | 田中佑汰        | ☆3     | 右シェークドライブ型 |      |
| 2024-25 シーズン |              |                 |        |                      |      |

### スタッフ
| 役職             | 氏名   | 備考 |
| 監督             | 西東輝 |      |
| コーチ           | 植木大 |      |
| 2024-25 シーズン |        |      |